# بارني كوش
بارني كوش (بالإنجليزية: Barney Koch)‏ هو لاعب كرة قاعدة أمريكي، ولد في 23 مارس 1923 في كامبيل في الولايات المتحدة، وتوفي في 6 يونيو 1987 في تاكوما في الولايات المتحدة.

## وصلات خارجية
- بارني كوش على موقعبيزبول رفرنس.كوم (الدوري الرئيسي) (الإنجليزية)
- بارني كوش على موقعبيزبول رفرنس.كوم (الدوري الثانوي) (الإنجليزية)